# Fotballklubben Jerv 2018
Questa voce raccoglie le informazioni riguardanti il Fotballklubben Jerv nelle competizioni ufficiali della stagione 2018.

## Stagione
A seguito del 13º posto arrivato nel campionato 2017, nella stagione 2018 il Jerv avrebbe partecipato alla 1. divisjon ed al Norgesmesterskapet. Il 20 dicembre 2017 sono stati compilati i calendari per la 1. divisjon: alla 1ª giornata, il Jerv avrebbe fatto visita al Tromsdalen, alla TUIL Arena. Tuttavia, la partita è stata rinviata a causa del maltempo.

## Rosa
| N. |                      | Ruolo | Calciatore         |
| -- | -------------------- | ----- | ------------------ |
| 1  | Finlandia (bandiera) | P     | Marc Nordqvist     |
| 1  | Norvegia (bandiera)  | P     | Øyvind Knutsen     |
| 2  | Norvegia (bandiera)  | D     | Glenn Andersen     |
| 3  | Norvegia (bandiera)  | D     | Brice Wembangomo   |
| 4  | Norvegia (bandiera)  | D     | Espen Knudsen      |
| 5  | Nigeria (bandiera)   | D     | Izuchuckwu Anthony |
| 6  | Danimarca (bandiera) | C     | Mathias Wichmann   |
| 7  | Norvegia (bandiera)  | A     | Ulrik Berglann     |
| 8  | Norvegia (bandiera)  | C     | Thomas Zernichow   |
| 9  | Norvegia (bandiera)  | C     | Tor André Aasheim  |
| 10 | Norvegia (bandiera)  | A     | Aram Khalili       |
| 11 | Norvegia (bandiera)  | C     | Daniel Aase        |
| 11 | Norvegia (bandiera)  | C     | Jan Jenssen        |

| N. |                        | Ruolo | Calciatore           |
| -- | ---------------------- | ----- | -------------------- |
| 14 | Norvegia (bandiera)    | C     | Vegard Somdal        |
| 17 | Norvegia (bandiera)    | A     | Martin Hoel Andersen |
| 18 | Norvegia (bandiera)    | C     | Tobias Collett       |
| 19 | Norvegia (bandiera)    | D     | Kristoffer Tønnesen  |
| 20 | Norvegia (bandiera)    | P     | Øystein Øvretveit    |
| 22 | Norvegia (bandiera)    | D     | Sander Haugen        |
| 23 | Norvegia (bandiera)    | C     | Andreas Hagen        |
| 26 | Norvegia (bandiera)    | C     | Petter Ølberg        |
| 29 | Stati Uniti (bandiera) | A     | Sean Okoli           |
| 33 | Svezia (bandiera)      | A     | Isac Lidberg         |
| 69 | Norvegia (bandiera)    | A     | Alexander Lind       |
| 95 | Stati Uniti (bandiera) | A     | Luke Ferreira        |

## Calciomercato

### Sessione invernale(dal 12/01 al 04/04)
| Arrivi | Arrivi             | Arrivi     | Arrivi     |
| R.     | Nome               | da         | Modalità   |
| ------ | ------------------ | ---------- | ---------- |
| P      | Øystein Øvretveit  | Sandefjord | definitivo |
| D      | Izuchuckwu Anthony | Haugesund  | prestito   |
| C      | Tor André Aasheim  | Viking     | definitivo |
| C      | Thomas Zernichow   | Start      | definitivo |
| A      | Luke Ferreira      |            | svincolato |
| A      | Aram Khalili       |            | svincolato |
| A      | Isac Lidberg       | Start      | prestito   |

| Partenze | Partenze                 | Partenze    | Partenze      |
| R.       | Nome                     | a           | Modalità      |
| -------- | ------------------------ | ----------- | ------------- |
| D        | Halvor Hofstad           | Vindbjart   | prestito      |
| C        | David Akintola           | Midtjylland | fine prestito |
| C        | Simen Aanonsen           | Vindbjart   | prestito      |
| C        | Erixon Danso             |             | svincolato    |
| C        | Christopher MacConnacher |             | ritiro        |
| C        | Michael Ogungbaro        | Start       | definitivo    |
| A        | Jakob Erzeid Toft        |             | svincolato    |
| A        | Eirik Haugstad           |             | svincolato    |

### Sessione estiva(dal 19/07 al 15/08)
| Arrivi | Arrivi         | Arrivi          | Arrivi     |
| R.     | Nome           | da              | Modalità   |
| ------ | -------------- | --------------- | ---------- |
| P      | Marc Nordqvist | IFK Mariehamn   | definitivo |
| C      | Daniel Aase    | Start           | definitivo |
| A      | Sean Okoli     | Landskrona BoIS | definitivo |

| Partenze | Partenze           | Partenze  | Partenze      |
| R.       | Nome               | a         | Modalità      |
| -------- | ------------------ | --------- | ------------- |
| P        | Øyvind Knutsen     | Hønefoss  | definitivo    |
| D        | Izuchuckwu Anthony | Haugesund | fine prestito |
| D        | Sander Haugen      |           | svincolato    |
| C        | Tobias Collett     | KFUM Oslo | definitivo    |
| C        | Jan Jenssen        |           | ritiro        |
| A        | Isac Lidberg       | Start     | fine prestito |

## Risultati

### 1. divisjon

#### Girone di andata
| Arbitro: | Hagen (Grue) |

|            |           |               |
| Khalili 2’ | Marcatori | 78’ Henriksen |

## Statistiche

### Statistiche di squadra
| Competizione       | Punti | In casa | In casa | In casa | In casa | In casa | In casa | In trasferta | In trasferta | In trasferta | In trasferta | In trasferta | In trasferta | Totale | Totale | Totale | Totale | Totale | Totale | DR |
| Competizione       | Punti | G       | V       | N       | P       | Gf      | Gs      | G            | V            | N            | P            | Gf           | Gs           | G      | V      | N      | P      | Gf     | Gs     | DR |
| ------------------ | ----- | ------- | ------- | ------- | ------- | ------- | ------- | ------------ | ------------ | ------------ | ------------ | ------------ | ------------ | ------ | ------ | ------ | ------ | ------ | ------ | -- |
| 1. divisjon        | 0     | 0       | 0       | 0       | 0       | 0       | 0       | 0            | 0            | 0            | 0            | 0            | 0            | 0      | 0      | 0      | 0      | 0      | 0      | 0  |
| Norgesmesterskapet | -     | 0       | 0       | 0       | 0       | 0       | 0       | 0            | 0            | 0            | 0            | 0            | 0            | 0      | 0      | 0      | 0      | 0      | 0      | 0  |
| Totale             | -     | 0       | 0       | 0       | 0       | 0       | 0       | 0            | 0            | 0            | 0            | 0            | 0            | 0      | 0      | 0      | 0      | 0      | 0      | 0  |

### Andamento in campionato
| Giornata  | 1 | 2 | 3 | 4 | 5 | 6 | 7 | 8 | 9 | 10 | 11 | 12 | 13 | 14 | 15 | 16 | 17 | 18 | 19 | 20 | 21 | 22 | 23 | 24 | 25 | 26 | 27 | 28 | 29 | 30 |
| --------- | - | - | - | - | - | - | - | - | - | -- | -- | -- | -- | -- | -- | -- | -- | -- | -- | -- | -- | -- | -- | -- | -- | -- | -- | -- | -- | -- |
| Luogo     | T | C | T | C | T | C | T | C | T | C  | T  | C  | T  | T  | C  | T  | C  | C  | T  | C  | T  | C  | T  | C  | T  | C  | T  | C  | T  | C  |
| Risultato |   | N |   |   |   |   |   |   |   |    |    |    |    |    |    |    |    |    |    |    |    |    |    |    |    |    |    |    |    |    |
| Posizione |   |   |   |   |   |   |   |   |   |    |    |    |    |    |    |    |    |    |    |    |    |    |    |    |    |    |    |    |    |    |

Fonte:  OBOS-ligaen 2018, su altomfotball.no, Altomfotball.
Legenda:

Luogo: C = Casa; T = Trasferta. Risultato: V = Vittoria; N = Pareggio; P = Sconfitta.

### Statistiche dei giocatori
| Giocatore        | 1. divisjon | 1. divisjon | 1. divisjon | 1. divisjon | Norgesmesterskapet | Norgesmesterskapet | Norgesmesterskapet | Norgesmesterskapet | Coppe europee | Coppe europee | Coppe europee | Coppe europee | Altre coppe | Altre coppe | Altre coppe | Altre coppe | Totale   | Totale | Totale      | Totale     |
| Giocatore        | Presenze    | Reti        | Ammonizioni | Espulsioni  | Presenze           | Reti               | Ammonizioni        | Espulsioni         | Presenze      | Reti          | Ammonizioni   | Espulsioni    | Presenze    | Reti        | Ammonizioni | Espulsioni  | Presenze | Reti   | Ammonizioni | Espulsioni |
| ---------------- | ----------- | ----------- | ----------- | ----------- | ------------------ | ------------------ | ------------------ | ------------------ | ------------- | ------------- | ------------- | ------------- | ----------- | ----------- | ----------- | ----------- | -------- | ------ | ----------- | ---------- |
| D. Aase          | 0           | 0           | 0           | 0           | -                  | -                  | -                  | -                  |               |               |               |               |             |             |             |             | 0        | 0      | 0           | 0          |
| T. Aasheim       | 0           | 0           | 0           | 0           | 0                  | 0                  | 0                  | 0                  |               |               |               |               |             |             |             |             | 0        | 0      | 0           | 0          |
| G. Andersen      | 0           | 0           | 0           | 0           | 0                  | 0                  | 0                  | 0                  |               |               |               |               |             |             |             |             | 0        | 0      | 0           | 0          |
| I. Anthony       | 0           | 0           | 0           | 0           | 0                  | 0                  | 0                  | 0                  |               |               |               |               |             |             |             |             | 0        | 0      | 0           | 0          |
| U. Berglann      | 0           | 0           | 0           | 0           | 0                  | 0                  | 0                  | 0                  |               |               |               |               |             |             |             |             | 0        | 0      | 0           | 0          |
| T. Collett       | 0           | 0           | 0           | 0           | 0                  | 0                  | 0                  | 0                  |               |               |               |               |             |             |             |             | 0        | 0      | 0           | 0          |
| L. Ferreira      | 0           | 0           | 0           | 0           | 0                  | 0                  | 0                  | 0                  |               |               |               |               |             |             |             |             | 0        | 0      | 0           | 0          |
| A. Hagen         | 0           | 0           | 0           | 0           | 0                  | 0                  | 0                  | 0                  |               |               |               |               |             |             |             |             | 0        | 0      | 0           | 0          |
| S. Haugen        | 0           | 0           | 0           | 0           | 0                  | 0                  | 0                  | 0                  |               |               |               |               |             |             |             |             | 0        | 0      | 0           | 0          |
| M. Hoel Andersen | 0           | 0           | 0           | 0           | 0                  | 0                  | 0                  | 0                  |               |               |               |               |             |             |             |             | 0        | 0      | 0           | 0          |
| J. Jenssen       | 0           | 0           | 0           | 0           | 0                  | 0                  | 0                  | 0                  |               |               |               |               |             |             |             |             | 0        | 0      | 0           | 0          |
| A. Khalili       | 0           | 0           | 0           | 0           | 0                  | 0                  | 0                  | 0                  |               |               |               |               |             |             |             |             | 0        | 0      | 0           | 0          |
| E. Knudsen       | 0           | 0           | 0           | 0           | 0                  | 0                  | 0                  | 0                  |               |               |               |               |             |             |             |             | 0        | 0      | 0           | 0          |
| Ø. Knutsen       | 0           | -0          | 0           | 0           | 0                  | -0                 | 0                  | 0                  |               |               |               |               |             |             |             |             | 0        | 0      | 0           | 0          |
| I. Lidberg       | 0           | 0           | 0           | 0           | 0                  | 0                  | 0                  | 0                  |               |               |               |               |             |             |             |             | 0        | 0      | 0           | 0          |
| A. Lind          | 0           | 0           | 0           | 0           | 0                  | 0                  | 0                  | 0                  |               |               |               |               |             |             |             |             | 0        | 0      | 0           | 0          |
| M. Nordqvist     | 0           | -0          | 0           | 0           | -                  | -                  | -                  | -                  |               |               |               |               |             |             |             |             | 0        | 0      | 0           | 0          |
| S. Okoli         | 0           | 0           | 0           | 0           | -                  | -                  | -                  | -                  |               |               |               |               |             |             |             |             | 0        | 0      | 0           | 0          |
| P. Ølberg        | 0           | -0          | 0           | 0           | 0                  | -0                 | 0                  | 0                  |               |               |               |               |             |             |             |             | 0        | 0      | 0           | 0          |
| Ø. Øvretveit     | 0           | -0          | 0           | 0           | 0                  | -0                 | 0                  | 0                  |               |               |               |               |             |             |             |             | 0        | 0      | 0           | 0          |
| V. Somdal        | 0           | 0           | 0           | 0           | 0                  | 0                  | 0                  | 0                  |               |               |               |               |             |             |             |             | 0        | 0      | 0           | 0          |
| K. Tønnesen      | 0           | 0           | 0           | 0           | 0                  | 0                  | 0                  | 0                  |               |               |               |               |             |             |             |             | 0        | 0      | 0           | 0          |
| B. Wembangomo    | 0           | 0           | 0           | 0           | 0                  | 0                  | 0                  | 0                  |               |               |               |               |             |             |             |             | 0        | 0      | 0           | 0          |
| M. Wichmann      | 0           | 0           | 0           | 0           | 0                  | 0                  | 0                  | 0                  |               |               |               |               |             |             |             |             | 0        | 0      | 0           | 0          |
| T. Zernichow     | 0           | 0           | 0           | 0           | 0                  | 0                  | 0                  | 0                  |               |               |               |               |             |             |             |             | 0        | 0      | 0           | 0          |